# Ceratopinae
De Ceratopinae of, taalkundig onjuist, Ceratopsinae, vormen een groep ornithischische dinosauriërs behorende tot de Ceratopia.
Othniel Charles Marsh benoemde impliciet een onderfamilie Ceratopinae toen hij in 1888 de familie Ceratopsidae (sic) benoemde. De eerste die het woord echt gebruikte was Othenio Lothar Franz Anton Louis Abel in 1919. Marsh geldt als officiële naamgever.
De eerste definitie als klade was in 1998 door Paul Sereno: de groep bestaande uit Triceratops en alle soorten nauwer verwant aan Triceratops dan aan Pachyrhinosaurus. In 2005 gaf Sereno de volle soortnaam:Triceratops horridus en verving Pachyrhinosaurus door Centrosaurus apertus, zonder de inhoud substantieel te willen veranderen. 
Volgens de regels van de PhyloCode zou de naamgever Ceratops in de definitie gebruikt moeten worden. Sereno wijst dit echter af omdat dit een nomen dubium is. Veel geleerden gebruiken daarom als synoniem Chasmosaurinae, maar Sereno wijst dit weer af omdat die naam in 1915 benoemd is en Ceratopinae volgens  de Principle of Coordination dus prioriteit heeft. Die regel wordt echter weer expliciet verworpen door Note 9.15A.3 van de ICPN. Daarbij kan volgens sommige analyses Ceratops niet nader ingedeeld worden dan Ceratopidae incertae sedis zodat het onzeker is of hij überhaupt tot de Chasmosaurinae behoort. Vandaar dat Chasmosaurinae verreweg de meest gebruikte term is geworden.